# روح زنده
روح زنده (انگلیسی: The Live Ghost) فیلمی در ژانر کمدی و زوج هنری به کارگردانی بادی راجرز است که در سال ۱۹۳۴ منتشر شد.

## بازیگران
- استن لورل
- اولیور هاردی
- والتر لانگ
- می بوش
- آرتور هاوسمن
- چارلی هال
- بالدوین کوک
- هری برنارد
- لیئو ویلیس
- سام لافکین
- دیک گیلبرت